# Grace Upshaw
Grace Upshaw (Berkeley (Californië), 25 september 1975) is een Amerikaanse atlete, die is gespecialiseerd in het verspringen. Ze nam tweemaal deel aan de Olympische Spelen, maar won hierbij geen medailles.

## Loopbaan
Upshaw is tweevoudig Amerikaans kampioene verspringen (2003, 2005) en werd op de Olympische Spelen van 2004 in Athene tiende. Tweemaal nam ze aan de wereldkampioenschappen deel. Op de wereldkampioenschappen van 2003 in Parijs werd ze achtste en op de WK van 2005 in Helsinki werd ze zevende.
In 2008 sprong Upshaw in de kwalificatieronde van de Olympische Spelen van 2008 in Peking een afstand van 6,68 m en plaatste zich hiermee voor de finale. In de finale kwam ze niet verder dan 6,58 en moest zodoende genoegen nemen met een achtste plaats.

## Titels
- Amerikaans kampioene verspringen - 2003, 2005
- Amerikaans indoorkampioene verspringen - 2002

## Persoonlijke records
Outdoor
| Onderdeel   | Prestatie | Datum         | Plaats         |
| ----------- | --------- | ------------- | -------------- |
| 100 m       | 11,81 s   | 28 april 2002 | Fort-de-France |
| 200 m       | 24,54 s   | 30 april 2004 | Palo Alto      |
| verspringen | 6,84 m    | 19 juni 2004  | Eugene         |

Indoor
| Onderdeel   | Prestatie | Datum            | Plaats  |
| ----------- | --------- | ---------------- | ------- |
| verspringen | 6,55 m    | 14 februari 2004 | Seattle |

## Palmares

### Verspringen
Kampioenschappen
- 2003: 8e WK - 6,47 m
- 2003:  Wereldatletiekfinale - 6,60 m
- 2004: 10e OS - 6,64 m
- 2004: 5e Wereldatletiekfinale - 6,43 m
- 2005: 7e WK - 6,51 m
- 2005:  Wereldatletiekfinale - 6,67 m
- 2006: 6e Wereldatletiekfinale - 6,47 m
- 2007:  Wereldatletiekfinale - 6,64 m
- 2008: 8e OS - 6,58 m (in kwal. 6,68 m)

Golden League-podiumplekken
- 2003:  Golden Gala – 6,56 m
- 2003:  ISTAF – 6,66 m
- 2005:  Memorial Van Damme – 6,53 m